# Jargon diner
 (octobre 2022).
La mise en forme du texte ne suit pas les recommandations de Wikipédia : il faut le « wikifier ».
Les points d'amélioration suivants sont les cas les plus fréquents. Le détail des points à revoir est peut-être précisé sur la page de discussion.
- Les titres sont pré-formatés par le logiciel. Ils ne sont ni en capitales, ni en gras.
- Le texte ne doit pas être écrit en capitales (les noms de famille non plus), ni en gras, ni en italique, ni en « petit »…
- Le gras n'est utilisé que pour surligner le titre de l'article dans l'introduction, une seule fois.
- L'italique est rarement utilisé : mots en langue étrangère, titres d'œuvres, noms de bateaux, etc.
- Les citations ne sont pas en italique mais en corps de texte normal. Elles sont entourées par des guillemets français : « et ».
- Les listes à puces sont à éviter, des paragraphes rédigés étant largement préférés. Les tableaux sont à réserver à la présentation de données structurées (résultats, etc.).
- Les appels de note de bas de page (petits chiffres en exposant, introduits par l'outil «  Source ») sont à placer entre la fin de phrase et le point final[comme ça].
- Les liens internes (vers d'autres articles de Wikipédia) sont à choisir avec parcimonie. Créez des liens vers des articles approfondissant le sujet. Les termes génériques sans rapport avec le sujet sont à éviter, ainsi que les répétitions de liens vers un même terme.
- Les liens externes sont à placer uniquement dans une section « Liens externes », à la fin de l'article. Ces liens sont à choisir avec parcimonie suivant les règles définies. Si un lien sert de source à l'article, son insertion dans le texte est à faire par les notes de bas de page.
- La présentation des références doit suivre les conventions bibliographiques. Il est recommandé d'utiliser les modèles {{Ouvrage}}, {{Chapitre}}, {{Article}}, {{Lien web}} et/ou {{Bibliographie}}. Le mode d'édition visuel peut mettre en forme automatiquement les références.
- Insérer une infobox (cadre d'informations à droite) n'est pas obligatoire pour parachever la mise en page.

Pour une aide détaillée, merci de consulter Aide:Wikification.
Si vous pensez que ces points ont été résolus, vous pouvez retirer ce bandeau et améliorer la mise en forme d'un autre article.

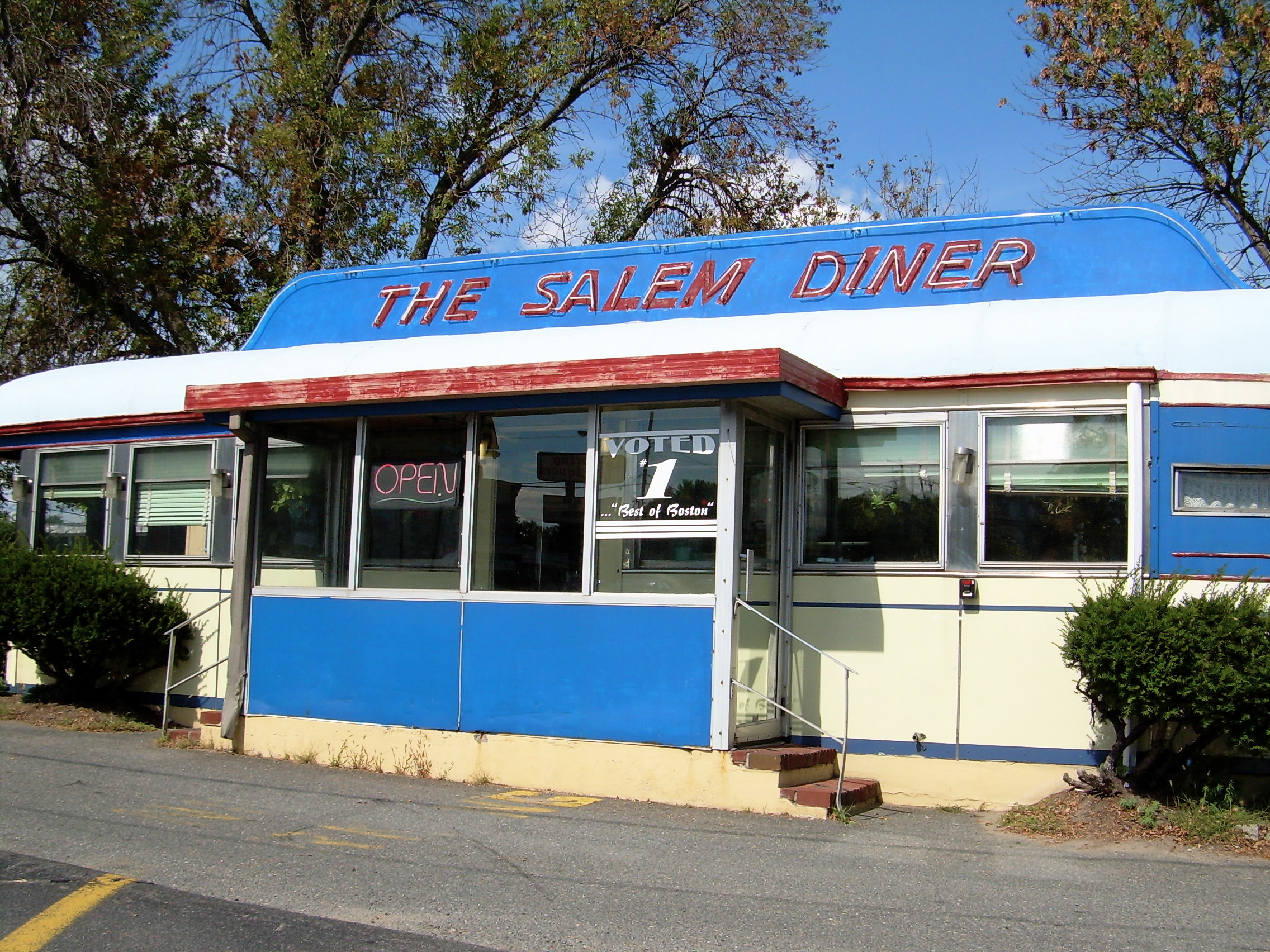
Salem Diner à Salem dans le Massachusetts.

Le jargon diner est une sorte d'argot verbal américain utilisé par les cuisiniers et les chefs dans les diners et les restaurants de style diner, et par les serveurs pour communiquer leurs commandes aux cuisiniers. L'utilisation de termes ayant une signification similaire, propagée par la culture orale au sein de chaque établissement, peut varier selon la région ou même entre les restaurants d'un même lieu.

## Histoire
L'origine du jargon est inconnue, mais il existe des preuves suggérant qu'il aurait pu être utilisé par les serveurs dès les années 1870 et 1880. De nombreux termes utilisés sont légers et ironiques et certains sont un peu osés ou grivois, mais sont des moyens mnémotechniques utiles pour les cuisiniers et le personnel de courte durée. Le jargon des diners était très utilisé dans les diners et les comptoirs (en) des années 1920 aux années 1970.

## Liste des termes

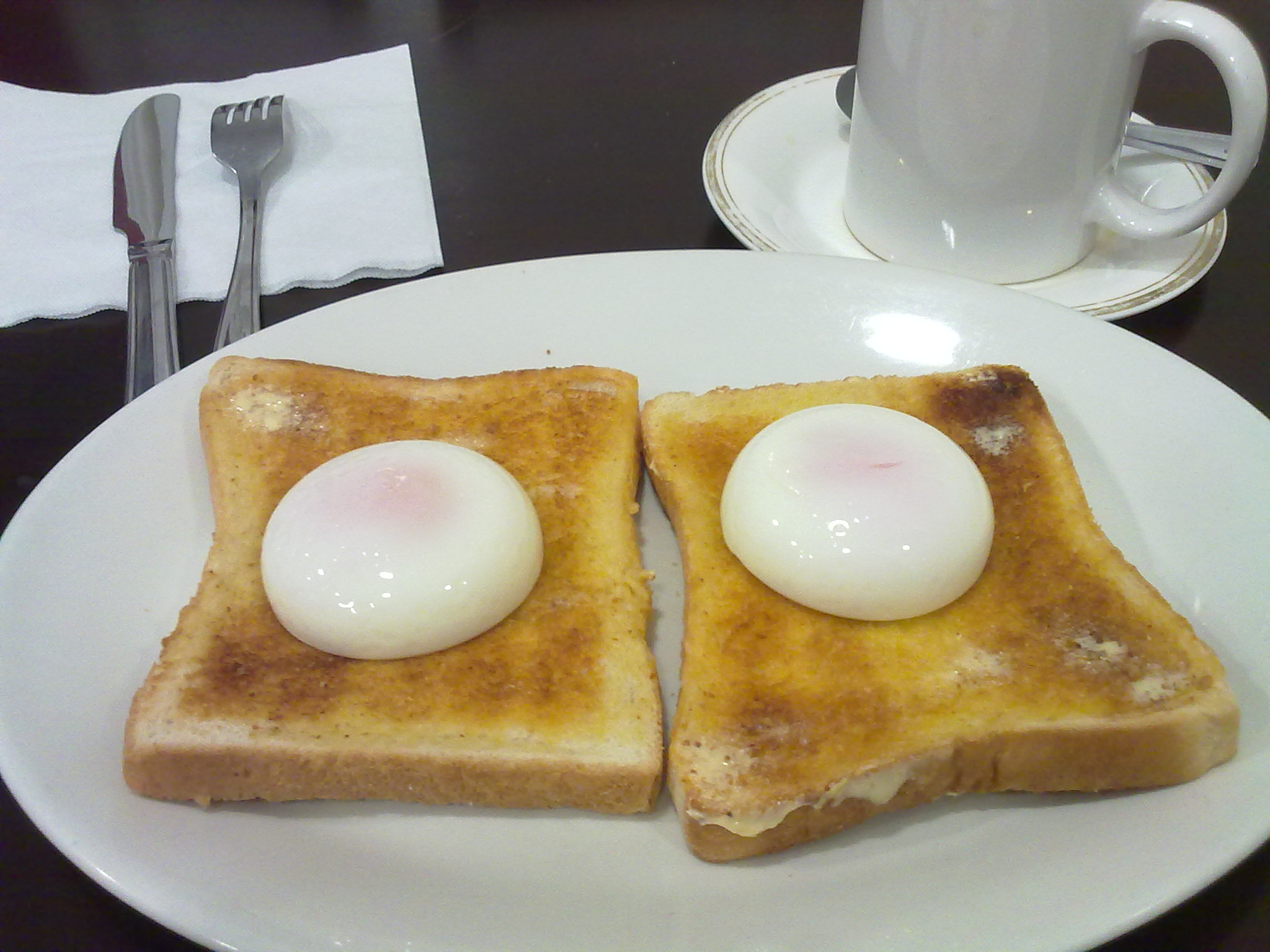
Adam and Eve on a raft (« Adam et Eve sur un radeau ») - deux œufs pochés sur du pain grillé.

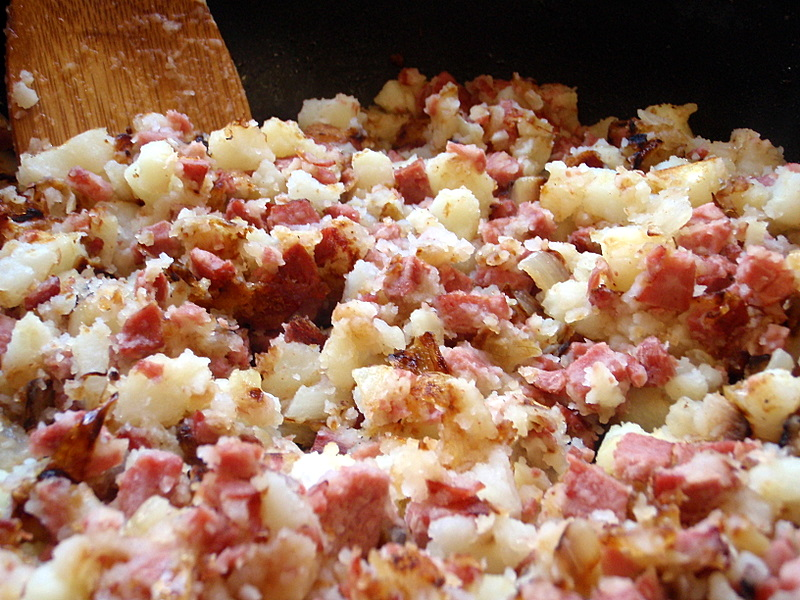
Take a chance (« Saisir sa chance ») - hachis de singe (« corned-beef »).

- 86 – omettre une commande ; « en attente »[2]
- Adam and Eve on a raft – deux œufs pochés sur un toast[3],[4]
- Adam's ale – eau[4]
- Angels on horseback – huîtres enveloppées de bacon[5]
- Axle grease – beurre ou margarine[6],[5]
- B&B - pain beurre (bread and butter)[7]
- Baled hay – blé râpé[8],[4]
- Bad breath – oignons[5]
- Bark – hot-dog[5]
- Battle Creek in a bowl - bol de céréales de flocons de maïs[7]
- Belly warmer – café[5]
- BLT – sandwich bacon-laitue-tomate[4],[9]
- Biddy board – pain perdu[7]
- Blue-plate special[4]
- Blowout patches – pancakes[7]
- Board – tranche de pain grillé[5]
- Boiled leaves – thé chaud[4],[10]
- Bowl of red – chili con carne[7]
- Bow wow – hot dog[4]
- Brick – biscuit[5]
- Bridge/Bridge party – quatre de n'importe quoi[7]
- Bronx vanilla – ail ; originaire des années 1920.
- Bullets – haricots[6]
- Burn it – bien fait
- Burn the British – muffin anglais grillé[7]
- Cackleberries – œufs[11],[5]
- Cats' eyes – pudding au tapioca[12]
- Checkerboard – gaufre[7]
- City juice – eau[5]
- coffee high and dry - café noir (sans crème sans sucre)[7]
- Cowboy with spurs - omelette western avec frites
- Cow paste – beurre[6]
- Dead eye – œuf poché[4]
- Deluxe - varie d'un restaurant à l'autre, fait généralement référence à « toutes les garnitures ».
- Dogs and maggots – crackers et fromage[5]
- Drown the kids - œufs à la coque[7]
- Echo - répétition de la dernière commande[7]
- Eve with a lid – tarte à la pomme[6],[13]
- Fish eyes – pudding au tapioca[4],[14]
- Foreign entanglements - spaghetti[7]
- Greasy spoon – terme argotique pour diner[15]
- Guess water - soupe[7]
- Hemorrhage - ketchup[7]
- Hockey puck – un hamburger bien fait[6],[4]
- Halitosis – ail ; originaire des années 1920[4].
- Hot blond in sand - café avec crème et sucre[7]
- Hot top – chocolat chaud ou sauce chocolat[4],[5]
- In the alley - servi comme plat d'accompagnement[7]
- In the weeds - débordé[16]
- Irish cherries – carottes[5]
- Italian perfume – ail ; originaire des années 1920.
- Jamoka – café[5]
- Java – café[17]
- Jayne Mansfield - grande pile de pancakes[18]
- Jewish round - bagel[7]
- Joe - café[19]
- Life preserver – doughnut[6],[4]
- Looseners – prunes[5]
- Lumber – un cure-dent[6],[5]
- Machine oil - sirop[7]
- Maiden's delight – cerises[5]
- Make it cry – ajouter des oignons[4]
- Moo juice – lait[4]
- Mug of murk – café noir[5]
- Mully – ragoût de bœuf[20]
- Nervous pudding – Jell-O[5]
- O'Connors – pommes de terre[5]
- On a raft - Texas toast à la place des petits pains.
- On the hoof – cuit saignant (pour n'importe quelle viande)[21]
- Punk – pain[5]
- Put wheels on it – commande à emporter ; à emporter[11]
- Rabbit food – laitue[4]
- Radio sandwich – sandwich au thon[8],[5]
- Ripper – hot dog frit
- Rush it – Russian dressing[5]
- Sand – sucre[4]
- Shit on a shingle – Bœuf frit servi sur des toasts.
- Sinker – doughnut[5]
- Skid grease – beurre[20]
- Squeal – jambon[5]
- Sunny side up – un œuf au plat cuit sur un côté[4]
- Sweepings – hachis[4]
- Take a chance – hachis[5]
- Tube steak – hot-dog[4]
- Two dots and a dash – deux œufs au plat et une tranche de bacon[2]
- Wet mystery – ragoût de bœuf[5]
- Whiskey down – toast de seigle[4]
- With the works – avec tout ce qu'il y a dedans (pour un sandwich)[21]
- Wreck 'em – œufs brouillés[3],[4]
- Yard bird – poulet[5]
- Yum yum – sucre[5]
- Shingles with a shimmy and a shake - Toast beurré avec de la confiture[22]